# Valdeobispo
Valdeobispo est une commune de la province de Cáceres dans la communauté autonome d'Estrémadure en Espagne.

## Géographie
Valdeobispo est bordé par l'Alagón. Ce village possède de larges prairies et pâturages, situé dans la ville et à proximité des installations sportives. Valdeobispo représente un exemple typique de l'écosystème de la forêt méditerranéenne, avec une prédominance de chênes-lièges, de chênes verts et quelques oliviers.

## Culture et patrimoine

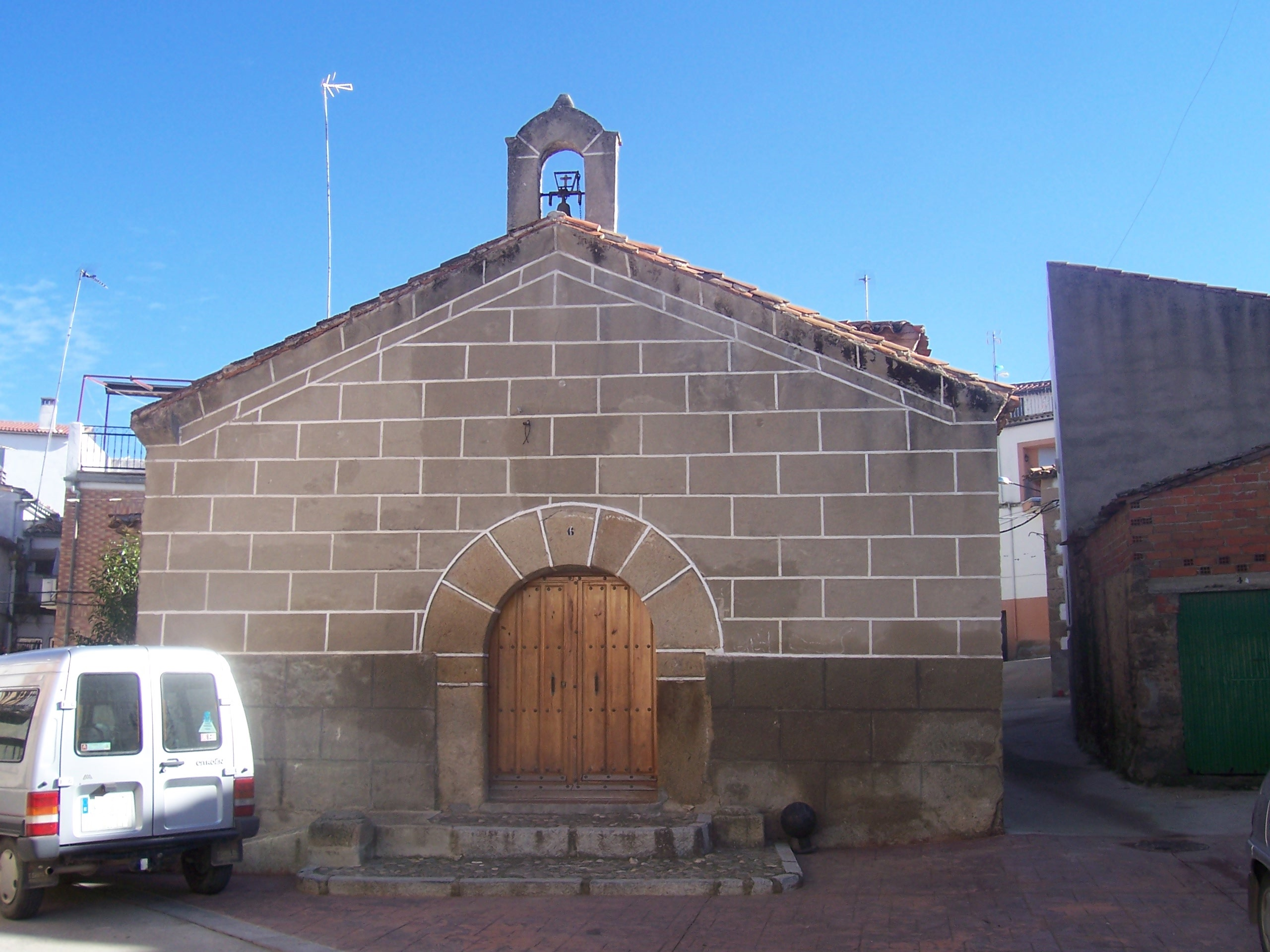
Chapelle du Christ del Amparo.

### Fêtes à Valdeobispo
- La Vaca Pendona (entre le 4 février et le 10 mars),
- Romería de Nuestra Señora de Valverde (le premier Dimanche après Pâques),
- La Maya (3 mai),
- San Roque el Chico (16 août),
- San Roque el Grande (15 septembre).

### Lieux et monuments
- Carlos Fernández Casado a conçu le pont-aqueduc franchissant la rivière Alagón, pont de plusieurs arches de 60 m de portée, en 1965[1].